# Jiří Štancl (motocyklista)
Jiří Štancl (* 18. listopadu 1949 Žatec) je bývalý československý motocyklový závodník, reprezentant v ploché dráze. Je čestným občanem městské části Praha 5.

## Závodní kariéra
Ve finále Mistrovství světa jednotlivců na ploché dráze startoval v letech 1971–1984 devětkrát, nejlépe se umístil na 9. místě v roce 1982 v Los Angeles. Ve finále Mistrovství světa dvojic na ploché dráze startoval v letech 1970–1984 sedmkrát, nejlépe se umístil na 4. místě v letech 1977 a 1978. Ve finále Mistrovství světa družstev na ploché dráze startoval v letech 1971–1983 sedmkrát, v letech 1977 ve Wroclawi (s Václavem Vernerem, Janem Vernerem a Alešem Drymlem) a v roce 1979 v Londýně (se Zdeňkem Kudrnou, Alešem Drymlem, Václavem Vernerem a Petrem Ondrašíkem) získal bronzovou medaili. V Mistrovství Československa na krátké ploché dráze byl mnohonásobným mistrem. V letech 1974, 1976, 1978, 1981 a 1982 vyhrál Zlatou přilbu Československa.
V Československu jezdil za Rudou hvězdu Praha. V britské profesionální lize jezdil v letech 1976 a 1978 za Coventry Bees a v letech 1979–1980 a 1982 za Reading Racers. V letech 1978 a 1980 získal v britské profesionální lize mistrovský titul.